# Berytinus hirticornis
Berytinus hirticornis, auch Behaarte Stelzenwanze genannt, ist eine Wanze aus der Familie der Stelzenwanzen (Berytidae).

## Merkmale
Die Wanzen werden 7,8 bis 10,6 Millimeter lang und sind damit die größten Vertreter ihrer Gattung in Mitteleuropa. Charakteristisch für Vertreter der Gattung Berytinus haben sie ein kurzes zweites Fühlerglied, das kürzer als die keulenförmige Verdickung am Ende des ersten Fühlergliedes ist. Sie haben außerdem kurze Schenkel (Femora) an den Hinterbeinen, die nicht bis an die Spitze des Coriums der Hemielytren reichen. Bei Berytinus hirticornis trägt das erste Fühlerglied lange aufrechte Haare, die länger sind, als das Segment dick ist. Die Keule des ersten Fühlergliedes und auch die Schenkel sind blass gefärbt.

## Verbreitung und Lebensraum
Die Art ist von Nordafrika über den Mittelmeerraum bis in das nördliche Mitteleuropa und den Süden Großbritanniens sowie östlich über Südosteuropa und Kleinasien bis nach Zentralasien verbreitet. In Mitteleuropa ist die Art selten, nur lokal verbreitet und häufig nur durch historische Nachweise dokumentiert. Im nordwestdeutschen Tiefland, Südbayern und Baden-Württemberg fehlen Nachweise. In Deutschland ist die Art am häufigsten aus dem Mittelrheingebiet und Ostdeutschland dokumentiert. In Großbritannien war die Art früher nur aus Devon nachgewiesen, sie kommt mittlerweile aber auch in anderen Teilen des Landes vor und ist stellenweise im Südwesten häufiger zu finden. Besiedelt werden trockene und warme Gebiete mit Sand- und Kalkböden.

## Lebensweise
Die Tiere leben am Boden in der Krautschicht und ernähren sich von Süßgräsern (Poaceae), wie etwa Agropyrum und Knäuelgräsern (Dactylis). Die Nymphen und Imagines klettern auf die Pflanzen und saugen an den Halmen und Blättern. Die Imagines überwintern in Moospolstern, unter Pflanzenrosetten oder in der trockener Bodenstreu. Die Weibchen legen die Eier im Mai und Juni einzeln an den Blättern der Nahrungspflanzen ab. Die Imagines der neuen Generation treten ab Juli auf. In Europa wird eine Generation pro Jahr ausgebildet.

## Belege